# Lâu đài Lublin
Lâu đài Lublin (tiếng Ba Lan: Zamek Lubelski) là một lâu đài thời trung cổ nằm ở Lublin, Ba Lan, ngay cạnh khu Phố Cổ và gần với trung tâm thành phố. Đây là một trong những dinh thự Hoàng gia lâu đời nhất của Ba Lan còn được bảo tồn, do Công tước Casimir II Chính nghĩa cho xây dựng.

## Lịch sử
Ngọn đồi mà lâu đài tòa lạc, được tăng cường lần đầu tiên bằng tường đất gia cố gỗ vào thế kỷ 12. Tháp canh bằng đá được xây dựng ở nửa đầu thế kỷ 13 và tồn tại cho đến ngày nay . Đây cũng là phần cao nhất của lâu đài, cũng là tòa nhà đứng lâu đời nhất trong thành phố. Ở thế kỷ 14, dưới thời trị vì của Kazimierz III của Ba Lan, lâu đài đã được xây dựng lại với các bức tường bằng đá. Có thể cũng trong thời gian này, Nhà nguyện Chúa Ba Ngôi của lâu đài đã được xây dựng như một nhà nguyện hoàng gia.
Trong những thập kỷ đầu của thế kỷ 15, vua Władysław II đã cho thực hiện một loạt các Bích họa cho nhà nguyện. Chúng được hoàn thành trong năm 1418 và được lưu giữ cho đến ngày nay. Tác giả của các bức bích họa là Master Andrej người Ruthenia, ông đã ký tên lên tác phẩm ở một trong các bức tường của lâu đài. Nhờ vào phong cách độc đáo, pha trộn ảnh hưởng của Phương Tây và Chính thống giáo Đông phương mà những bức bích họa được cộng đồng thế giới tôn vinh như là một di tích lịch sử quan trọng.

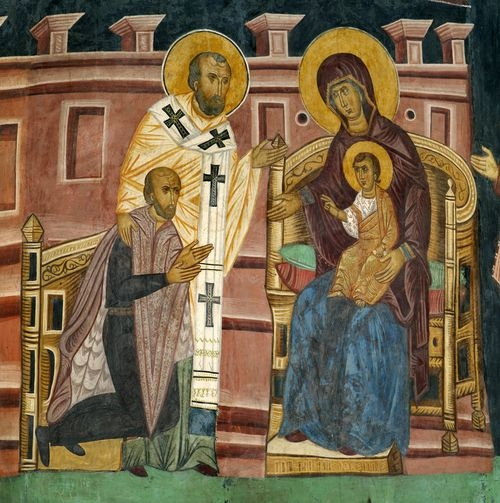
Jogaila quỳ gối trước Đức Trinh Nữ Maria. Chi tiết của một bức bích họa của Ruthenia -Bizantine ở Nhà nguyện Chúa Ba Ngôi Gothic, năm 1418.

Dưới thời của Triều đại Jagiellon, lâu đài được hưởng ưu đãi của hoàng gia và đón tiếp các thành viên của hoàng gia ở lại thường xuyên. Ở thế kỷ 16, lâu đài được xây dựng lại với quy mô hoành tráng hơn, dưới sự chỉ đạo của các bậc thầy người Ý đến từ Kraków. Sự kiện quan trọng nhất trong lịch sử của lâu đài là việc ký kếtLiên minh Lublin - văn bản thành lập Liên bang Ba Lan và Lietuva vào năm 1569.
Hậu quả của các cuộc chiến tranh trong thế kỷ 17 (Đại hồng thủy), lâu đài rơi vào tình trạng hư hỏng. Chỉ phần cổ nhất là tháp canh và nhà nguyện là còn nguyên vẹn. Sau khi Lublin bị đặt dưới sự cai trị của Nga do phân chia lãnh thổ của Đại hội Viên năm 1815, chính phủ của Vương quốc Lập hiến Ba Lan, theo sáng kiến của Stanisław Staszic đã thực hiện tái thiết hoàn chỉnh lâu đài trong giai đoạn giữa năm 1826 và 1828. Công trình mới theo phong cách neogothic của Anh, khác hẳn hoàn toàn với các kết cấu trước đó, và mục đích mới là biến nơi này thành nhà tù hình sự. Chỉ có tháp canh và nhà nguyện là được bảo tồn nguyên trạng từ đầu.
Lâu đài đã được sử dụng làm nhà tù trong vòng 128 năm sau đó: nhà tù của Sa hoàng trong giai đoạn 1831 - 1915, của nước Ba Lan độc lập trong những năm 1918 - 1939, và khét tiếng nhất là giai đoạn chiếm đóng của Đức quốc xã ở thành phố từ từ năm 1939 đến năm 1944, giam giữ từ 40,000 đến 80,000 tù nhân, nhiều người trong số họ là những người tham gia kháng chiến Ba Lan và người Do Thái đã ở nơi này. Chỉ trước khi rút quân vào năm 1944, Đức quốc xã đã tàn sát 300 tù nhân còn lại của nhà tù này. Sau năm 1944, lâu đài tiếp tục được dùng làm nhà tù của mật vụ Xô Viết và sau đó là của Cộng hòa Nhân dân Ba Lan, tính đến năm 1954, có khoảng 35,000 người Ba Lan chống lại sự chiếm đóng và cai trị của Xô Viết trên đất nước họ đã trải qua nơi này, và 333 người trong số họ đã thiệt mạng.
Năm 1954, nhà tù bên trong lâu đài đã bị đóng cửa. Sau khi được xây dựng lại và nâng cấp, nơi này trở thành địa điểm chính của Bảo tàng Lublin kể từ năm 1957.

## Hình ảnh

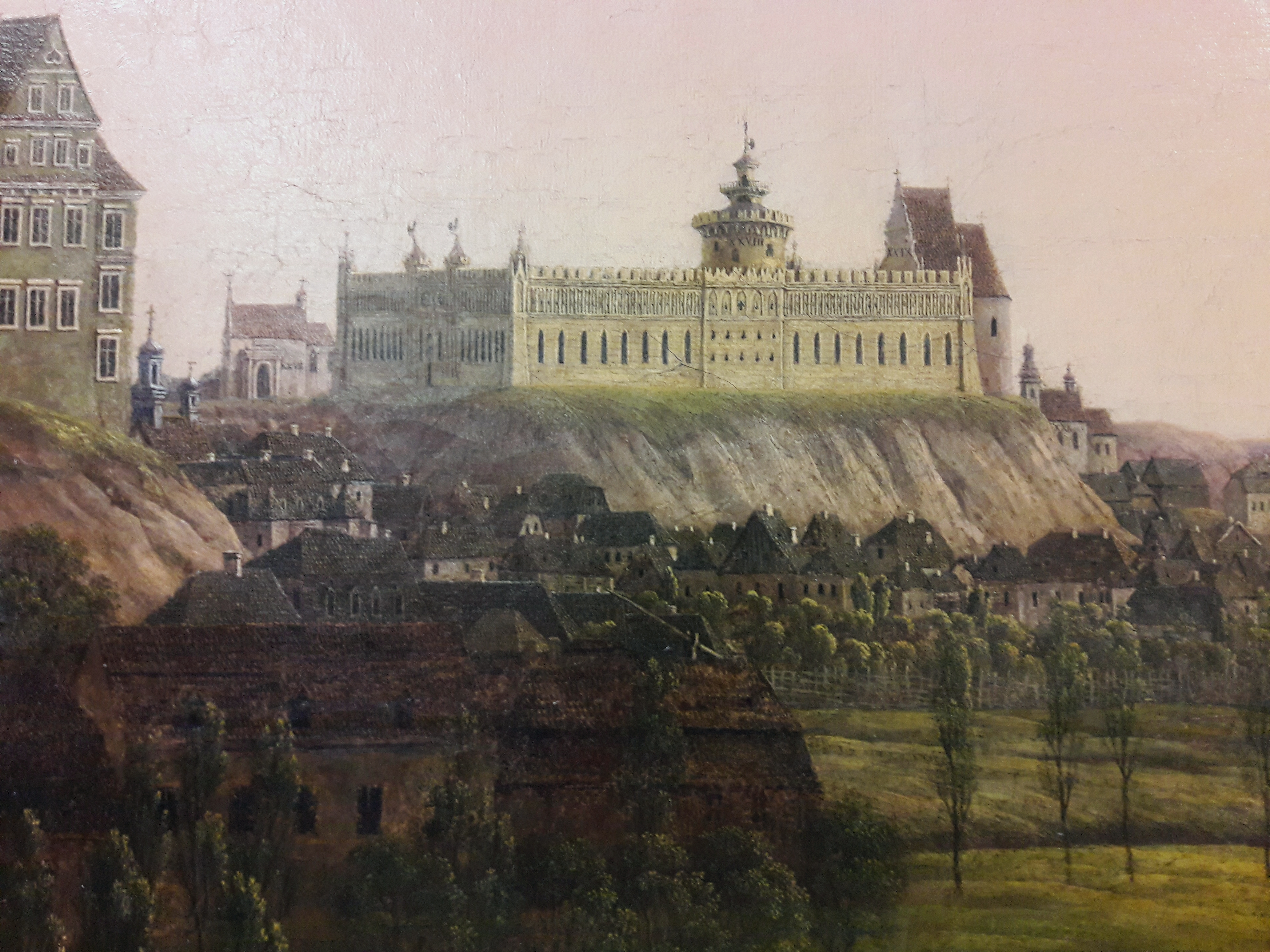
Toàn cảnh lâu đài năm 1826
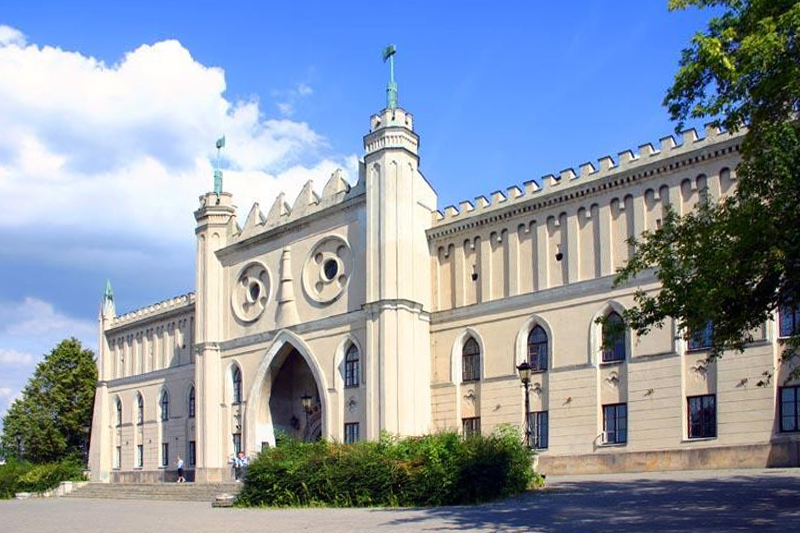
Cổng chính của phần kiến trúc tân gothic của tòa lâu đài
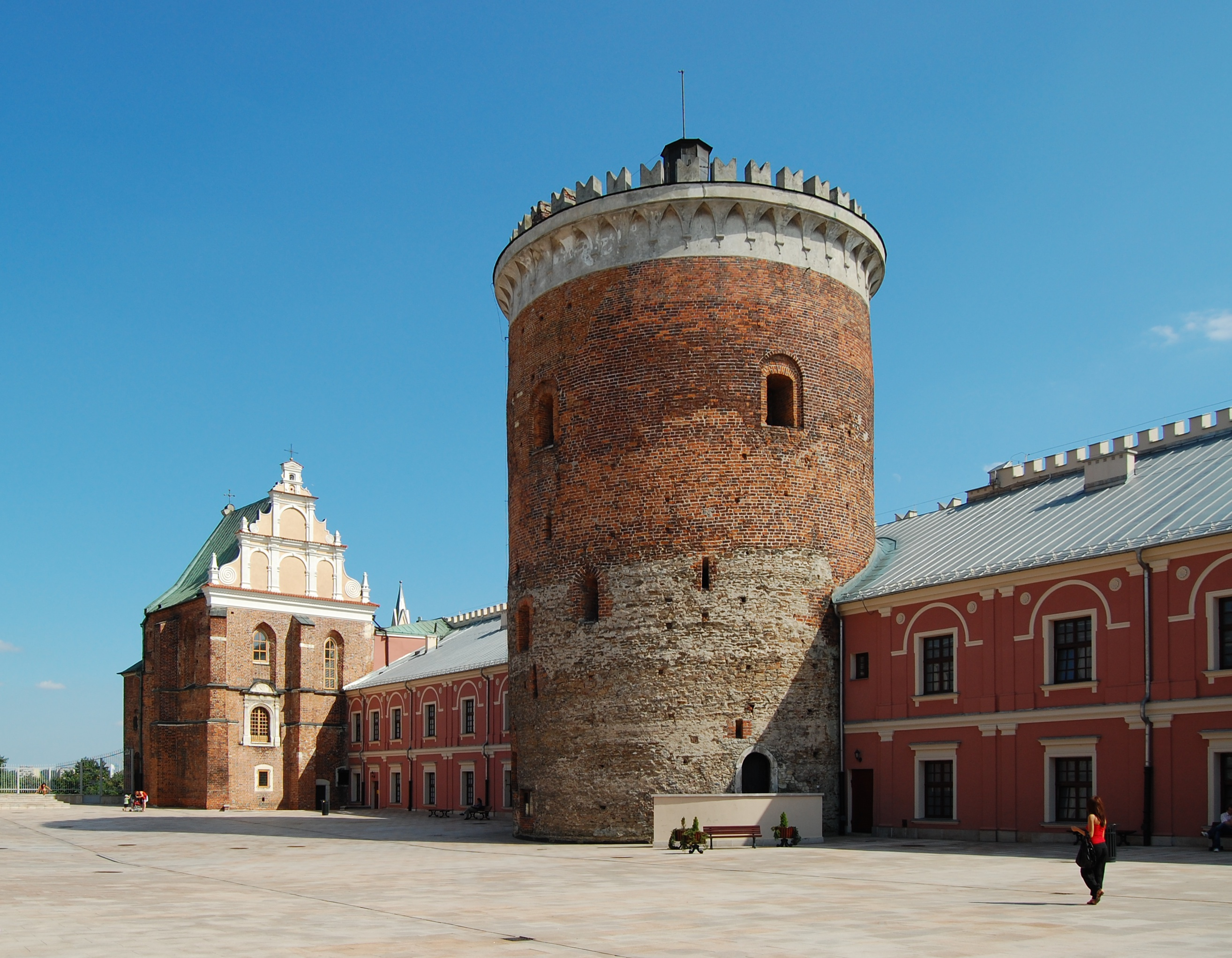
Tháp canh và Nhà nguyện Chúa Ba Ngôi nhìn từ sân trong của lâu đài
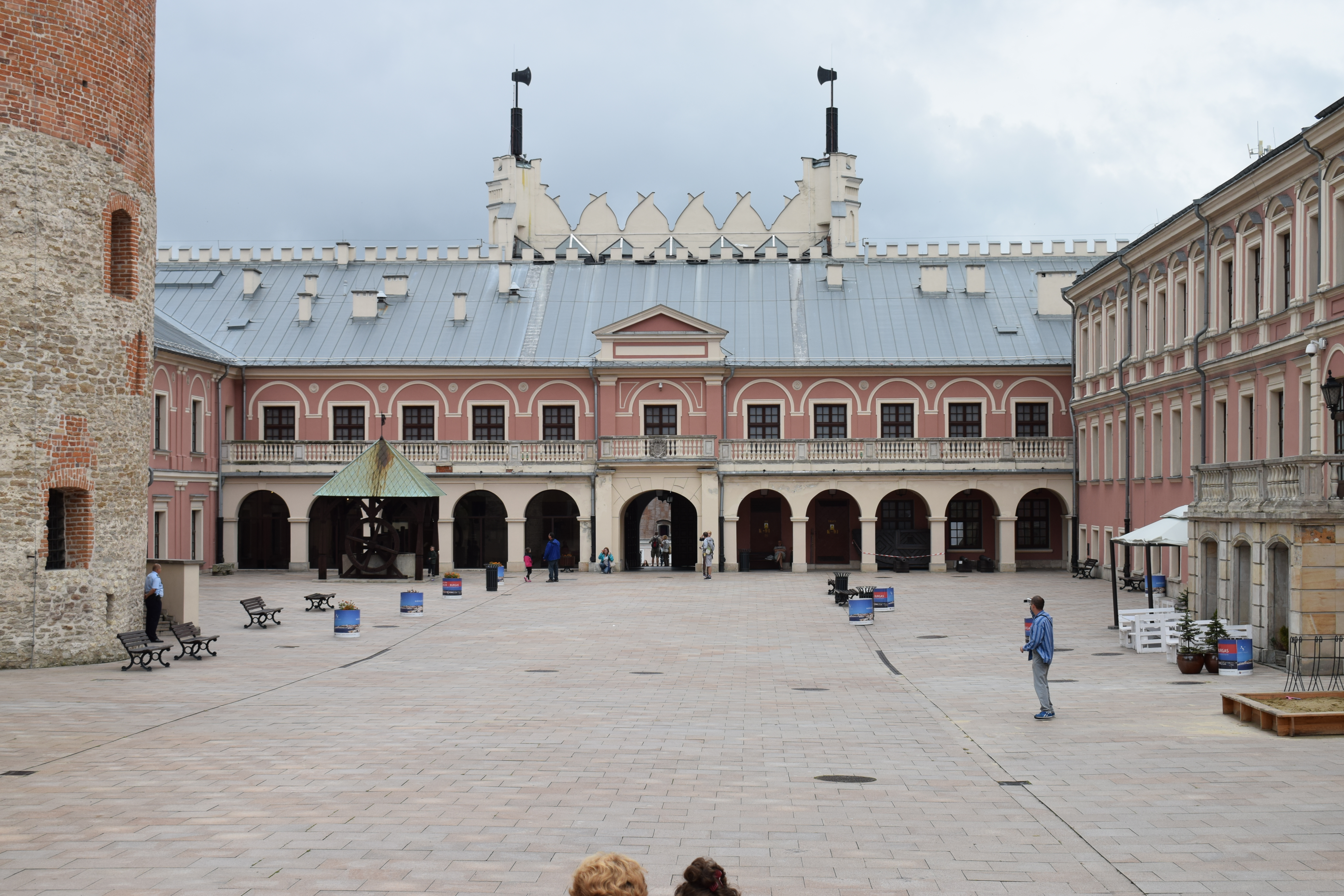
Sân trong của lâu đài